# Марія Ілич
Марія Ілич (серб. Марија Илић; нар. 3 червня 1993, Смедереве, СР Югославія) — сербська футболістка, півзахисниця казахстанського клубу «БІІК-Казигурт» та національної збірної Сербії.

## Життєпис
Вихованка футбольного клубу «Єрина».
Розпочала свою професіональну кар'єру в 2008 році в «Спартаку» з Суботиці. З клубом стала п'ятикратною чемпіонкою Сербії, чотириразова володаркою кубку Сербії. У 2014 році Іліч визнана Федерацією футболу Сербії «Найкращою сербської футболісткою року».
У 2019 перейшла в казахстанський клуб «БІІК-Казигурт».
З 2010 по 2012 роки грала в молодіжній збірній Сербії. Загалом за молодіжну збірну Іліч зіграла 15 матчів та відзначився 1 голом. У 2012 році брала участь в молодіжному чемпіонаті Європи.
20 червня 2012 року Іліч дебютувала в головній збірній в матчі проти Нідерландів (0:4). Загалом за головну збірну зіграла 27 матчів та відзначилася двома голами.

## Досягнення
«Спартак» (Суботиця)
- Суперліга Сербії
  -  Чемпіон (5): 2010/11, 2011/12, 2012/13, 2013/14, 2014/15

- Кубок Сербії
  -  Володар (4): 2011/12, 2012/13, 2013/14, 2014/15